# ایفیگنیا (فیلم)
«ایفیگنیا» (یونانی: Ιφιγένεια) یک فیلم به کارگردانی مایکل کاکویانیس است. از بازیگران آن می‌توان به ایرنه پاپاس اشاره کرد.